# Kramer (muzikant)

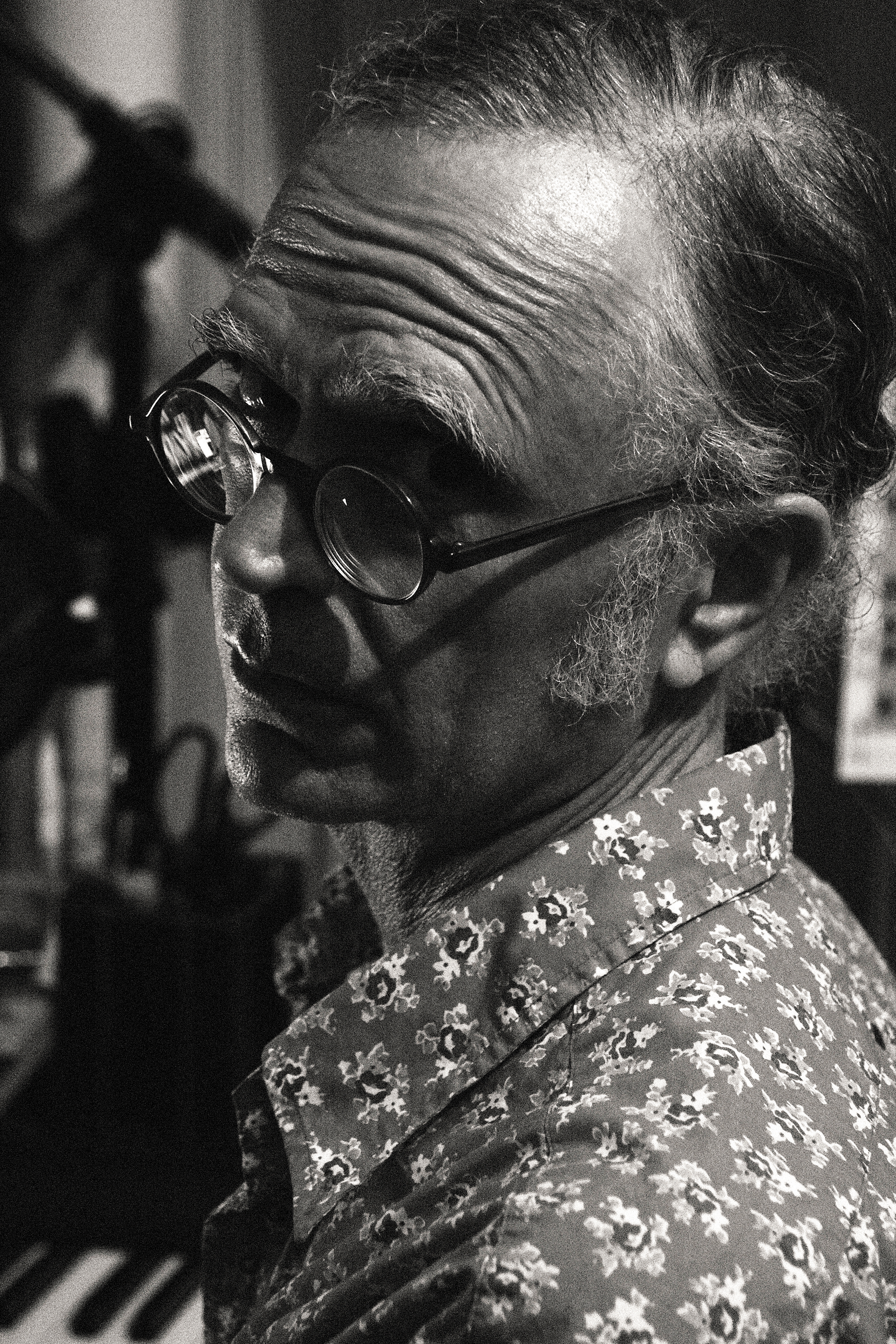
Kramer in 2018

Kramer is de naam waaronder de Amerikaanse muzikant, platenproducer en componist Mark Kramer actief is. Kramer was oprichter van het platenlabel Shimmy Disc.

## Biografie
Kramer was lid van Butthole Surfers, B.A.L.L., Shockabilly (met Eugene Chadbourne, Bongwater, Ween, Half Japanese en The Fugs en werkte samen met Jad Fair en John Zorn.
Hij produceerde albums van Galaxie 500, Low, Half Japanese, GWAR, King Missile, The Tinklers, Alice Donut, Danielson Famile, Will Oldhams Palace Songs, Daniel Johnston en de hitsingle voor Quentin Tarantino's Pulp Fiction, Urge Overkills "Girl, You'll Be a Woman Soon".
In de jaren tachtig had hij een langdurige relatie met Ann Magnuson, de tegenspeelster van Madonna in Desperately Seeking Susan, tevens te zien in de videoclip Get into the Groove. Magnuson zong in zijn band Bongwater. De rechtszaak die volgde uit de relatiebreuk en de rechten over de muziek van Bongwater leidde tot het faillissement van zijn eerste Shimmy Disc-label. Eind jaren negentig richtte hij Second Shimmy op.

## Discografie

### Bongwater

#### Singles en ep's
- "Breaking No New Ground"
- The Peel Session, John Peel-sessie

#### Officiële Albums
- Too Much Sleep
- Double Bummer
- The Power of Pussy
- The Big Sell-Out

#### Compilaties met Materiaal
- Double Bummer/Breaking No New Ground (bevat ook "Breaking No New Ground")
- Box of Bongwater (bevat ook aanvullende nummers)

#### Bootleg opname
- Bongwater Live in New York City '90